# عبد المعروف غولستاني
عبد المعروف غولستاني (8 يونيو 1986 بأفغانستان - ) هو لاعب كرة قدم أفغاني في مركز الدفاع. شارك مع منتخب أفغانستان لكرة القدم.

## وصلات خارجية
- عبد المعروف غولستاني على موقع ناشيونال فوتبول تيمز (الإنجليزية)